# Ilse Heylen
Ilse Heylen (Wilrijk, 21 de marzo de 1977) es una deportista belga que compitió en judo.
Participó en tres Juegos Olímpicos, entre los años 2004 y 2012, obteniendo una medalla de bronce en Atenas 2004, en la categoría de –52 kg. Ganó seis medallas en el Campeonato Europeo de Judo entre los años 2004 y 2010.

## Palmarés internacional
| Juegos Olímpicos   | Juegos Olímpicos        | Juegos Olímpicos  | Juegos Olímpicos |
| Año                | Lugar                   | Medalla           | Categoría        |
| ------------------ | ----------------------- | ----------------- | ---------------- |
| 2004               | Atenas (Grecia)         | Medalla de bronce | –52 kg           |
| Campeonato Europeo |                         |                   |                  |
| Año                | Lugar                   | Medalla           | Categoría        |
| 2004               | Bucarest (Rumania)      | Medalla de plata  | –52 kg           |
| 2005               | Róterdam (Países Bajos) | Medalla de oro    | –52 kg           |
| 2006               | Tampere (Finlandia)     | Medalla de bronce | –52 kg           |
| 2007               | Belgrado (Serbia)       | Medalla de bronce | –52 kg           |
| 2009               | Tiflis (Georgia)        | Medalla de bronce | –52 kg           |
| 2010               | Viena (Austria)         | Medalla de bronce | –52 kg           |